# فوان
فوان (بالصينية: 福安市) هي مدينة من مدن الصين. يبلغ عدد سكانها 597000 نسمة. تبلغ مساحتها 67.44 كم².

## المناخ
يظهر الجدول التالي التغييرات المناخية على مدار السنة لفوان:
| البيانات المناخية لـفوان                         | البيانات المناخية لـفوان | البيانات المناخية لـفوان | البيانات المناخية لـفوان | البيانات المناخية لـفوان | البيانات المناخية لـفوان | البيانات المناخية لـفوان | البيانات المناخية لـفوان | البيانات المناخية لـفوان | البيانات المناخية لـفوان | البيانات المناخية لـفوان | البيانات المناخية لـفوان | البيانات المناخية لـفوان | البيانات المناخية لـفوان |
| الشهر                                            | يناير                    | فبراير                   | مارس                     | أبريل                    | مايو                     | يونيو                    | يوليو                    | أغسطس                    | سبتمبر                   | أكتوبر                   | نوفمبر                   | ديسمبر                   | المعدل السنوي            |
| ------------------------------------------------ | ------------------------ | ------------------------ | ------------------------ | ------------------------ | ------------------------ | ------------------------ | ------------------------ | ------------------------ | ------------------------ | ------------------------ | ------------------------ | ------------------------ | ------------------------ |
| الدرجة القصوى °م (°ف)                            | 27.2 (81.0)              | 30.2 (86.4)              | 36.1 (97.0)              | 35.0 (95.0)              | 37.1 (98.8)              | 38.6 (101.5)             | 41.9 (107.4)             | 39.9 (103.8)             | 39.7 (103.5)             | 36.1 (97.0)              | 34.5 (94.1)              | 28.6 (83.5)              | 41.9 (107.4)             |
| متوسط درجة الحرارة الكبرى °م (°ف)                | 15.1 (59.2)              | 15.8 (60.4)              | 18.6 (65.5)              | 23.7 (74.7)              | 27.6 (81.7)              | 30.6 (87.1)              | 34.6 (94.3)              | 34.0 (93.2)              | 31.0 (87.8)              | 26.9 (80.4)              | 22.3 (72.1)              | 17.6 (63.7)              | 24.8 (76.7)              |
| المتوسط اليومي °م (°ف)                           | 10.1 (50.2)              | 10.9 (51.6)              | 13.6 (56.5)              | 18.3 (64.9)              | 22.5 (72.5)              | 25.9 (78.6)              | 29.1 (84.4)              | 28.4 (83.1)              | 25.7 (78.3)              | 21.5 (70.7)              | 16.8 (62.2)              | 11.8 (53.2)              | 19.6 (67.2)              |
| متوسط درجة الحرارة الصغرى °م (°ف)                | 6.9 (44.4)               | 7.9 (46.2)               | 10.3 (50.5)              | 14.6 (58.3)              | 19.0 (66.2)              | 22.6 (72.7)              | 25.1 (77.2)              | 24.6 (76.3)              | 22.2 (72.0)              | 17.6 (63.7)              | 12.9 (55.2)              | 8.0 (46.4)               | 16.0 (60.8)              |
| أدنى درجة حرارة °م (°ف)                          | −2.5 (27.5)              | −2.6 (27.3)              | −2.1 (28.2)              | 4.3 (39.7)               | 9.5 (49.1)               | 13.3 (55.9)              | 20.1 (68.2)              | 19.4 (66.9)              | 13.7 (56.7)              | 7.4 (45.3)               | 1.8 (35.2)               | −4.3 (24.3)              | −4.3 (24.3)              |
| الهطول مم (إنش)                                  | 57.8 (2.28)              | 90.3 (3.56)              | 162.0 (6.38)             | 164.1 (6.46)             | 208.3 (8.20)             | 271.1 (10.67)            | 144.5 (5.69)             | 212.7 (8.37)             | 147.2 (5.80)             | 59.2 (2.33)              | 49.4 (1.94)              | 40.6 (1.60)              | 1٬607٫2 (63.28)          |
| متوسط الرطوبة النسبية (%)                        | 77                       | 79                       | 79                       | 78                       | 79                       | 81                       | 76                       | 78                       | 77                       | 74                       | 75                       | 75                       | 77                       |
| المصدر: China Meteorological Data Service Center |                          |                          |                          |                          |                          |                          |                          |                          |                          |                          |                          |                          |                          |